# Anthracothecium macrosporum
Anthracothecium macrosporum är en lavart som först beskrevs av Hepp, och fick sitt nu gällande namn av Johannes Müller Argoviensis. Anthracothecium macrosporum ingår i släktet Anthracothecium och familjen Pyrenulaceae.   Inga underarter finns listade i Catalogue of Life.